# Profesionalen Futbolen Klub Lokomotiv Sofija
Il Profesionalen Futbolen Klub Lokomotiv Sofija (in bulgaro Професионален Футболен Клуб Локомотив София), spesso abbreviato PFC Lokomotiv Sofia o più semplicemente Lokomotiv Sofia, è una società calcistica bulgara della capitale Sofia. Milita nella Părva liga, la massima divisione del campionato bulgaro di calcio.
Il club è stato unito allo Slavia Sofia per un breve periodo ed è associato ai lavoratori delle ferrovie bulgare.

## Storia
Il club viene fondato il 28 ottobre 1929 come ŽSK da un gruppo di ferrovieri. Vince il suo primo campionato nella stagione 1939-1940. La vittoria arriva anche qualche anno più tardi, nel campionato 1945, a cui seguono due secondi posto nelle due edizioni successive.
Dopo due vittorie nella Coppa di Bulgaria nel 1948 e nel 1953 arriva anche il terzo successo in campionato, nella stagione 1963-1964. La stagione successiva ottiene un altro secondo posto in campionato, ma soprattutto la prima partecipazione alla Coppa dei Campioni. Qui però, dopo aver sconfitto nel primo turno gli svedesi del Malmö, viene eliminato al secondo turno dagli ungheresi del Győr.
Nel 1969 il Lokomotiv si unisce con i concittadini dello Slavia Sofia, e questo sodalizio dura fino al 1971. È del 1973 la vittoria della Coppa dei Balcani.
Finalmente, dopo due finali di coppa nazionale perse nel 1975 e nel 1977, nella stagione 1977-1978 c'è da registrare un nuovo trofeo: la quarta vittoria del campionato, a cui fa seguito un terzo posto l'anno successivo. Proprio grazie a questo piazzamento il Lokomotiv raggiunge i quarti di finale nella Coppa UEFA 1979-1980, miglior risultato di sempre a livello europeo. Un nuovo trofeo viene aggiunto nel 1982, la terza coppa nazionale. Fino alla metà degli anni novanta il Lokomotiv ottiene solo qualche piazzamento che gli consente di disputare la Coppa UEFA, pur senza molta fortuna.
La stagione 1994-1995 è certamente da incorniciare: quarta vittoria nella Coppa di Bulgaria e secondo posto in campionato, sebbene staccato di undici punti dai campioni del Levski. Negli anni a venire il Lokomotiv ha ottenuto qualche piazzamento nelle posizioni di vertice del campionato. Queste gli hanno consentito di partecipare alle competizioni europee, ma sempre senza andar mai oltre il primo turno del tabellone principale.
Al termine della stagione 2014-2015, conclusa al 3º posto nella massima divisione (A PFG), viene retrocesso in terza serie (V PFG) per problemi economici e successivamente escluso anche da questo campionato. Dalle ceneri del club dissolto, nasce, nei mesi successivi, ad opera di alcuni giocatori del passato, il FC Lokomotiv 1929 Sofia, che viene iscritto al campionato di quarta serie per poi ottenere, al termine della stagione 2015-2016, la promozione in terza divisione (V PFG).
Il 29 luglio 2016, insieme con il Carsko Selo, altra compagine di Sofia, il Lokomotiv salta un livello della gerarchia calcistica nazionale e viene iscritto alla Vtora liga, dove ottiene il sesto posto nel 2016-2017 e il secondo nel 2017-2018, quando accede agli spareggi promozione-retrocessione (è eliminata dal Vitoša Bistrica). A causa della regola secondo cui una squadra può partecipare alla Părva liga solo se ha almeno tre anni di esistenza, la squadra, anche in caso di promozione ottenuta sul campo, non avrebbe potuto competere in massima serie fino al 2019-2020. Nella stagione 2020-2021 il Lokomotiv si piazza secondo in Vtora liga, la seconda serie bulgara, e torna in massima serie dopo sei anni di assenza.

## Cronologia del nome
- 1929 : ZhSK Sofia
- 1931 : Energia Sofia
- 1940 : SK Lokomotiv Sofia
- 1949 : DSO Torpedo Sofia
- 1951 : FD Lokomotiv Sofia
- 1969 : ZhSK-Slavia Sofia (fusione con lo Slavia Sofia)
- 1971 : DFS Lokomotiv Sofia
- 1986 : FK Lokomotiv Sofia

## Organico

### Rosa 2022-2023
Aggiornata al 22 agosto 2022.
| N. |                       | Ruolo | Calciatore             |
| -- | --------------------- | ----- | ---------------------- |
| 1  | Gambia (bandiera)     | P     | Baboucarr Gaye         |
| 3  | Bulgaria (bandiera)   | D     | Mario Petkov           |
| 4  | Bulgaria (bandiera)   | D     | Miki Oračev            |
| 5  | Mozambico (bandiera)  | D     | David Malembana        |
| 7  | Bulgaria (bandiera)   | A     | Aleksandăr Aleksandrov |
| 8  | Bulgaria (bandiera)   | C     | Martin Rajnov          |
| 11 | Brasile (bandiera)    | A     | França                 |
| 12 | Brasile (bandiera)    | D     | Bruno Franco           |
| 13 | Portogallo (bandiera) | D     | Celso Raposo           |
| 15 | Bulgaria (bandiera)   | C     | Luka Ivanov            |
| 18 | Bulgaria (bandiera)   | C     | Hristijan Čipev        |
| 22 | Bulgaria (bandiera)   | C     | Ivajlo Najdenov        |

| N. |                     | Ruolo | Calciatore          |
| -- | ------------------- | ----- | ------------------- |
| 24 | Bulgaria (bandiera) | P     | Aleksandăr Ljubenov |
| 26 | Bulgaria (bandiera) | C     | Krasimir Milošev    |
| 29 | Bulgaria (bandiera) | A     | Stanislav Kostov    |
| 30 | Bulgaria (bandiera) | C     | Antoni Ivanov       |
| 33 | Brasile (bandiera)  | D     | Alan Dias           |
| 39 | Bulgaria (bandiera) | C     | Antonio Vutov       |
| 44 | Bulgaria (bandiera) | C     | Božidar Kacarov     |
| 70 | Bulgaria (bandiera) | A     | Dimo Bakalov        |
| 88 | Bulgaria (bandiera) | P     | Žarko Istatkov      |
| 89 | Brasile (bandiera)  | D     | Matheus Duarte      |
| 94 | Bulgaria (bandiera) | A     | Julijan Nenov       |
| 97 | Brasile (bandiera)  | D     | Kadu                |

### Rosa 2021-2022
| N. |                       | Ruolo | Calciatore             |
| -- | --------------------- | ----- | ---------------------- |
| 1  | Bulgaria (bandiera)   | P     | Damjan Damjanov        |
| 2  | Bulgaria (bandiera)   | D     | Stojčo Atanasov        |
| 3  | Bulgaria (bandiera)   | D     | Mario Petkov           |
| 4  | Bulgaria (bandiera)   | D     | Miki Oračev            |
| 5  | Grecia (bandiera)     | D     | Giōrgos Katsikas       |
| 6  | Bulgaria (bandiera)   | D     | Plamen Kračunov        |
| 7  | Bulgaria (bandiera)   | A     | Aleksandăr Aleksandrov |
| 8  | Bulgaria (bandiera)   | C     | Simeon Slavčev         |
| 9  | Bulgaria (bandiera)   | A     | Ilija Dimitrov         |
| 10 | Bulgaria (bandiera)   | A     | Valentin Nikolov       |
| 13 | Portogallo (bandiera) | D     | Celso Raposo           |
| 14 | Mozambico (bandiera)  | D     | David Malembana        |
| 15 | Bulgaria (bandiera)   | C     | Luka Ivanov            |

| N. |                     | Ruolo | Calciatore            |
| -- | ------------------- | ----- | --------------------- |
| 16 | Bulgaria (bandiera) | C     | Denis Stefanov        |
| 19 | Bulgaria (bandiera) | D     | Ivan-Ioannis Atanatos |
| 22 | Bulgaria (bandiera) | C     | Vladimir Semerdžiev   |
| 24 | Bulgaria (bandiera) | P     | Aleksandăr Ljubenov   |
| 25 | Croazia (bandiera)  | C     | Frane Čirjak          |
| 26 | Bulgaria (bandiera) | C     | Krasimir Milošev      |
| 44 | Bulgaria (bandiera) | C     | Božidar Kacarov       |
| 45 | Bulgaria (bandiera) | A     | Dimităr Mitkov        |
| 58 | Brasile (bandiera)  | C     | Octávio               |
| 77 | Bulgaria (bandiera) | C     | Martin Stoilov        |
| 88 | Bulgaria (bandiera) | P     | Žarko Istatkov        |
| 89 | Brasile (bandiera)  | D     | Matheus Duarte        |
| 93 | Francia (bandiera)  | C     | Virgile Pinson        |

### Rosa 2012-2013
| N. |                     | Ruolo | Calciatore               |
| -- | ------------------- | ----- | ------------------------ |
| 1  | Bulgaria (bandiera) | P     | Božidar Mitrev           |
| 2  | Bulgaria (bandiera) | D     | Kostadin Velkov          |
| 6  | Bulgaria (bandiera) | D     | Aleksandăr Branekov      |
| 7  | Bulgaria (bandiera) | D     | Ivelin Janev             |
| 8  | Bulgaria (bandiera) | C     | Aleksandar Manolov       |
| 9  | Bulgaria (bandiera) | A     | Antonio Pavlov           |
| 10 | Bulgaria (bandiera) | C     | Marčo Dafčev             |
| 11 | Bulgaria (bandiera) | D     | Kristian Dobrev          |
| 13 | Bulgaria (bandiera) | C     | Iskren Pisarov           |
| 14 | Bulgaria (bandiera) | A     | Dimităr Krasimirov Iliev |
| 16 | Bulgaria (bandiera) | C     | Martin Dimitrov          |
| 18 | Bulgaria (bandiera) | D     | Aleksandăr Djulgerov     |
| 19 | Bulgaria (bandiera) | C     | Svetoslav Petrov         |

| N. |                     | Ruolo | Calciatore          |
| -- | ------------------- | ----- | ------------------- |
| 21 | Bulgaria (bandiera) | C     | Rumen Trifonov      |
| 22 | Bulgaria (bandiera) | C     | Antonio Tsankov     |
| 23 | Brasile (bandiera)  | C     | Tom                 |
| 25 | Bulgaria (bandiera) | D     | Ilian Garov         |
| 26 | Bulgaria (bandiera) | D     | Nikolaj Nikolov     |
| 28 | Bulgaria (bandiera) | C     | Marquinhos          |
| 76 | Bulgaria (bandiera) | A     | Krum Bibiškov       |
| 77 | Bulgaria (bandiera) | C     | Daniel Peev         |
| 84 | Bulgaria (bandiera) | P     | Valentin Galev      |
| 88 | Bulgaria (bandiera) | C     | Atanas Bornosuzov   |
| 90 | Bulgaria (bandiera) | A     | Branimir Kostadinov |
|    | Bulgaria (bandiera) | A     | Boris Kondev        |
|    | Tunisia (bandiera)  | C     | Nabil Taïder        |

### Rose delle stagioni precedenti
- 2011-2012

## Palmarès

### Competizioni nazionali
- Campionato bulgaro: 4

1939-1940, 1945, 1963-1964, 1977-1978
- Coppa di Bulgaria: 4

1948, 1953, 1982, 1994-1995

### Competizioni internazionali
- Coppa dei Balcani per club: 1

1973
- Campione europeo dei ferrovieri: 2

1961, 1963

### Altri piazzamenti
- Campionato bulgaro:

Secondo posto: 1941, 1946, 1947, 1957, 1964-1965, 1994-1995
Terzo posto: 1948-1949, 1952, 1959-1960, 1967-1968, 1978-1979, 1995-1996, 2006-2007, 2007-2008, 2014-2015
- Coppa di Bulgaria:

Finalista: 1975, 1977
Semifinalista: 1956, 1964-1965, 1965-1966, 1966-1967, 1971-1972, 1975-1976, 1990-1991, 1991-1992, 2000-2001, 2003-2004, 2012-2013, 2013-2014, 2022-2023
- B Profesionalna Futbolna Grupa:

Secondo posto: 2017-2018, 2020-2021
Vittoria play-off: 1951